# Nivel trófico

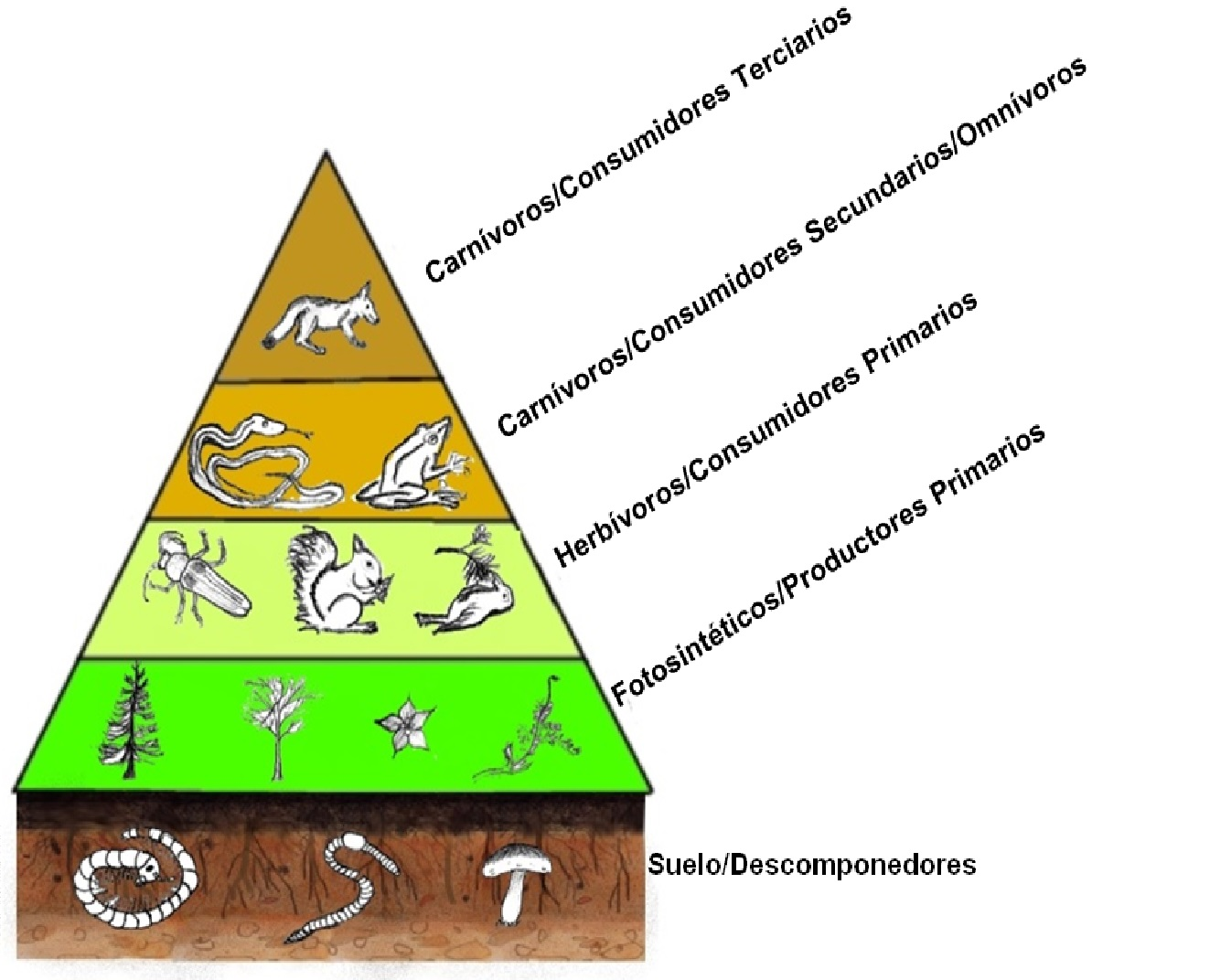
Niveles tróficos

Se denomina nivel trófico a cada uno de los conjuntos de especies o de organismos de un ecosistema que coinciden, por la posición o turno que ocupan, en el flujo de energía o nutrientes, es decir, a los que ocupan un lugar equivalente en la cadena alimenticia. Una red trófica comienza en el nivel trófico 1 con productores primarios como plantas, puede pasar a herbívoros en el nivel 2, carnívoros en el nivel 3 o superior, y generalmente termina con superdepredadores en el nivel 4 o 5. El camino a lo largo de la cadena puede formar un flujo unidireccional o una "red" alimenticia. Las comunidades ecológicas con mayor biodiversidad forman rutas tróficas más complejas.
La palabra trófico deriva del Griego τροφή (trophē) refiriéndose a la comida o la nutrición. El concepto de nivel trófico fue desarrollado por Raymond Lindeman (1942), basado en la terminología de August Thienemann (1926): "productores", "consumidores" y "reductores" (modificado a "descomponedores" por Lindeman).

## Niveles tróficos
Los niveles tróficos se pueden caracterizar de la siguiente manera:
- Productores primarios. Son los autótrofos, aquellos organismos que producen materia orgánica partiendo de materia inorgánica. Son las plantas, las algas y una parte de las bacterias. Pueden hacerlo por medio de la fotosíntesis o de la quimiosíntesis. Son los primeros en la cadena trófica, los que reciben la energía desde fuera, los que la incorporan desde una fuente exterior y la ponen al alcance de la vida. Lo mismo ocurre con la materia, que incorporan como sustancias inorgánicas convirtiéndolas en sustancias orgánicas.[4]
- Consumidores. Son los heterótrofos, aquellos organismos que fabrican su materia orgánica partiendo de la materia orgánica que obtienen de otros seres vivos; fabrican sus componentes orgánicos propios a partir de los ajenos. Los consumidores pueden a su vez proporcionar materia orgánica a otros, cuando son consumidos o cuando son aprovechados. Los consumidores son también productores (fabrican su propia materia orgánica), pero no son productores primarios, sino productores de otros órdenes, de otros turnos.
  - Consumidores primarios. Son aquellos que se alimentan directamente de los productores primarios. El concepto incluye tanto a los fitófagos o herbívoros que comen plantas o algas, como los parásitos, mutualistas y comensales que obtienen su alimento de ellas de otras maneras. Son los segundos en la cadena trófica, los que reciben la energía de los primeros (los productores).
  - Consumidores secundarios. Son los organismos que se alimentan de los consumidores primarios, comiéndolos o de alguna otra manera. Se llama específicamente zoófagos o carnívoros a los que lo hacen consumiéndolos.
  - Consumidores terciarios. Son los organismos que se alimentan de consumidores secundarios, es decir, de carnívoros.
- Descomponedores: También llamados desintegradores son aquellos seres vivos que obtienen la materia y la energía de los restos de otros seres vivos. Distinguimos a descomponedores, o saprófitos, que son los organismos heterótrofos que absorben nutrientes por ósmosis (osmotrofia), como lo hacen las bacterias y los hongos, de los saprófagos o detritívoros, que son los animales y protozoos que se nutren de residuos por ingestión (fagotrofia), que en el caso de los protozoos es por fagocitosis.

La importancia de los descomponedores y detritívoros radica en que son los responsables del reciclado de los nutrientes. Este proceso permite que la materia que ha ido pasando de unos organismos a otros pueda ser utilizada de nuevo por los productores, los que arrancan la cadena trófica. El nitrógeno orgánico, que en la materia viva se presenta combinado con hidrógeno, se devuelve a la forma de nitrato, que es la que necesitan en general los autótrofos. Por esta clase de procesos se cierra el ciclo de materia en el ecosistema, lo que permite que el mismo átomo pueda ser reutilizado un número ilimitado de veces. Nada permite, sin embargo, por limitaciones  termodinámicas, que la energía que ya ha circulado a través de la cadena trófica pueda volver a ser utilizada.

## Problemas conceptuales
En la utilización del concepto de nivel trófico aparecen algunas dificultades que obligan a precisar ciertos aspectos del concepto:
- El nivel trófico no puede traducirse de manera sencilla a términos como herbívoro o depredador. Por ejemplo, la oveja es un consumidor primario, dado que es herbívora, se alimenta de plantas (productores primarios). Ser un depredador, como lo es un lobo cuando se alimenta de ovejas, no es la única manera de ser un consumidor secundario. También son consumidores secundarios, por ejemplo, las moscas parásitas de la especie Oestrus ovis, que se alimentan durante sus fases larvarias dentro de la cabeza de las ovejas, a donde han llegado desde las fosas nasales; e igualmente son consumidoras secundarias aquellas polillas de la familia tineidos que se alimentan del pelo de las ovejas. En resumen, todo organismo que obtiene sus nutrientes y energía de un consumidor primario es, por ello, cualquiera que sea la forma en que los obtenga, un consumidor secundario.
- Los consumidores obtienen frecuentemente su alimento de más de un nivel trófico. P. ej., cuando un sapo común europeo busca alimento, tiende a atacar a cualquier cosa que se mueva y parezca tener un tamaño adecuado; consume pues animales pequeños de ecologías muy variadas, entre los que habrá insectos herbívoros, como los saltamontes, insectos carnívoros, como las mantis, caracoles terrestres, que son herbívoros, o lombrices de tierra, que son detritívoras. Cuando ocurre esto deja de ser fácil precisar el nivel trófico, que se definirá en función del alimento predominante; y cuando este criterio no baste, del nivel más alto de los de sus presas. Una complicación añadida es que las poblaciones de animales omnívoros, o de los simplemente polífagos, se especializan a menudo en distintos alimentos en distintos territorios, o en distintas épocas del año. Por ejemplo, los mismos osos pardos de Alaska que capturan salmones durante su migración, se alimentan el resto de su período de actividad, principalmente de alimentos vegetales.
- Los animales ocupan con frecuencia distintos nichos ecológicos y se alimentan de manera diferente en las distintas etapas de su desarrollo, sobre todo cuando hay desarrollo indirecto. En algunos casos esto no afecta al nivel trófico; por ejemplo, en las mariposas, donde tanto los adultos, que liban néctar, como las larvas, que suelen ser comedoras de hojas, actúan como consumidores primarios. No es el caso de los anuros (ranas y sapos), cuyas larvas, los renacuajos, suelen ser herbívoras, consumidoras de algas, mientras que los adultos son depredadores, cazan animales. Un caso inverso es el de las moscas de las flores de la familia sírfidos, cuyos adultos consumen néctar y polen, mientras que sus larvas suelen ser depredadoras. En casos como estos, el mismo animal cambia de nivel trófico en el curso de su desarrollo.

## Eficiencia de transferencia de biomasa

Una pirámide de energía ilustra cuánta energía se necesita a medida que fluye hacia arriba para mantener el siguiente nivel trófico. Sólo alrededor del 10% de la energía transferida entre cada nivel trófico se convierte en biomasa.

En general, cada nivel trófico se relaciona con el inferior absorbiendo parte de la energía que consume y, de este modo, puede considerarse que descansa en el nivel trófico inmediatamente inferior o que se sustenta en él. Las cadenas tróficas pueden representarse en diagramas para ilustrar la cantidad de energía que pasa de un nivel de alimentación al siguiente. Esto se denomina pirámide de energía. La energía transferida entre niveles también puede considerarse como una transferencia de biomasa, por lo que las pirámides de energía también pueden verse como pirámides de biomasa, representando la cantidad de biomasa que resulta en los niveles superiores a partir de la biomasa consumida en los niveles inferiores. Sin embargo, cuando los productores primarios crecen rápidamente y se consumen rápidamente, la biomasa en un momento dado puede ser baja; por ejemplo, la biomasa de fitoplancton (productor) puede ser baja en comparación con la biomasa de zooplancton (consumidor) en la misma zona del océano.
La eficiencia con la que la energía o la biomasa se transfiere de un nivel trófico al siguiente se denomina eficiencia ecológica. Los consumidores de cada nivel convierten por término medio sólo un 10% de la energía química de sus alimentos en su propio tejido orgánico (la ley del diez por ciento). Por esta razón, las cadenas tróficas rara vez se extienden más de 5 o 6 niveles. En el nivel trófico más bajo (la base de la cadena alimentaria), las plantas convierten en energía química aproximadamente el 1% de la luz solar que reciben. De esto se deduce que la energía total originalmente presente en la luz solar incidente que finalmente se materializa en un consumidor terciario es de aproximadamente el 0,001%

## Niveles tróficos fraccionados

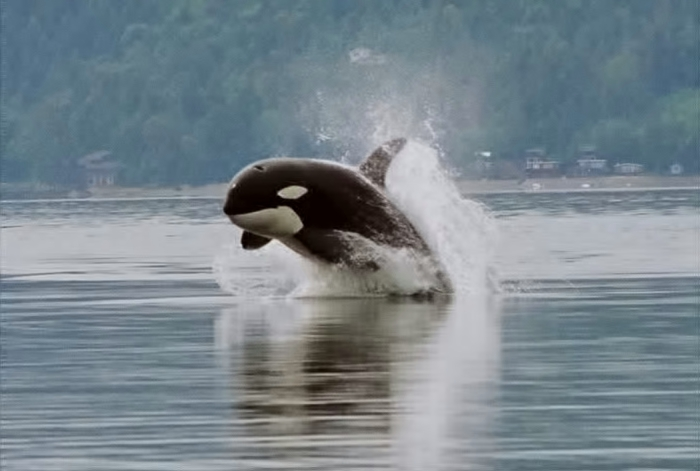
Las orcas son superdepredadores pero están divididas en poblaciones separadas que cazan presas específicas, como atunes, pequeños tiburones y focas.

Las redes tróficas definen en gran medida los ecosistemas, y los niveles tróficos definen la posición de los organismos dentro de las redes. Pero estos niveles tróficos no siempre son simples números enteros, porque los organismos a menudo se alimentan en más de un nivel trófico. Por ejemplo, algunos carnívoros también comen plantas, y algunas plantas son carnívoras. Un carnívoro grande puede comer tanto carnívoros más pequeños como herbívoros; el gato montés come conejos, pero el puma come tanto gatos montés como conejos. Los animales también pueden comerse unos a otros; la rana toro come cangrejos de río y los cangrejos de río se comen a las ranas toro jóvenes. Los hábitos alimentarios de un animal joven y, en consecuencia, su nivel trófico, pueden cambiar a medida que crece.
El científico especializado en pesca Daniel Pauly establece los valores de los niveles tróficos en uno en plantas y detritus, dos en herbívoros y detritívoros (consumidores primarios), tres en consumidores secundarios, y así sucesivamente. La definición del nivel trófico, TL, para cualquier especie consumidora es:
{\displaystyle TL_{i}=1+\sum _{j}(TL_{j}\cdot DC_{ij})\!}
donde {\displaystyle TL_{j}} es el nivel trófico fraccional de la presa j, y {\displaystyle DC_{ij}} representa la fracción de j en la dieta de  i. O sea, el nivel trófico del consumidor es uno más el promedio ponderado de cómo los diferentes niveles tróficos contribuyen a su alimento.
En el caso de los ecosistemas marinos, el nivel trófico de la mayoría de los peces y otros consumidores marinos toma un valor comprendido entre
2,0 y 5,0. El valor superior, 5,0, es inusual, incluso para peces grandes, aunque se da en depredadores ápice de mamíferos marinos, como osos polares y orcas..
Además de los estudios de observación del comportamiento animal y la cuantificación del contenido estomacal de los animales, el nivel trófico puede cuantificarse mediante el análisis de isótopos estables de tejidos animales como músculo, piel, pelo, colágeno óseo. Esto se debe a que hay un aumento consistente en la composición isotópica del nitrógeno en cada nivel trófico causado por los fraccionamientos que se producen con la síntesis de biomoléculas; la magnitud de este aumento en la composición isotópica del nitrógeno es de aproximadamente 3-4‰.

## Nivel trófico medio

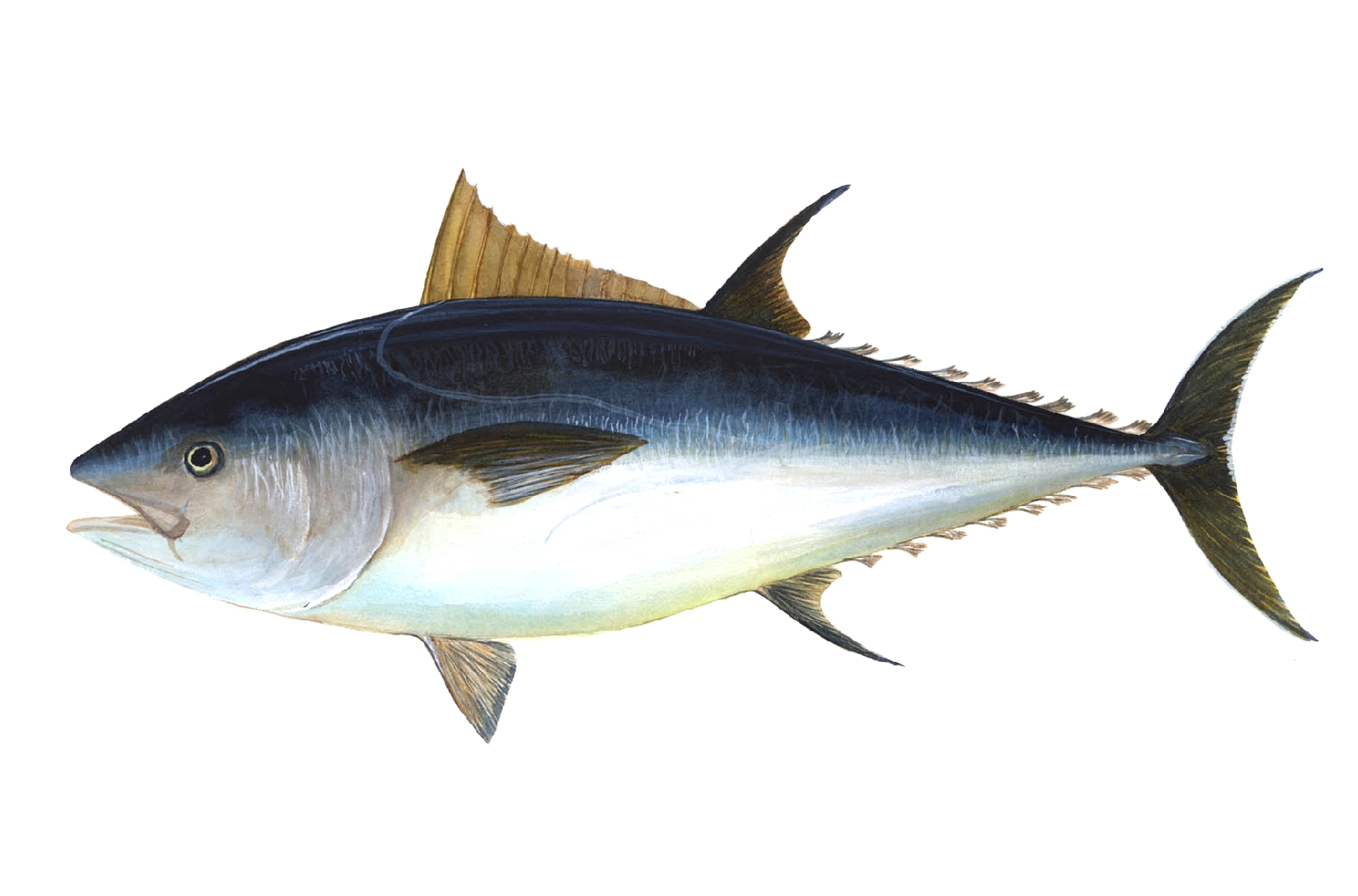
El nivel trófico medio de las capturas pesqueras mundiales ha disminuido de forma constante debido a que muchos peces de alto nivel trófico, como este atún, han sido sobreexplotados.

En la pesca, el nivel trófico medio de las capturas pesqueras en toda una zona o ecosistema se calcula para el año y como:
{\displaystyle TL_{y}={\frac {\sum _{i}(TL_{i}\cdot Y_{iy})}{\sum _{i}Y_{iy}}}}
donde {\displaystyle Y_{iy}} es la captura anual de las especies o grupo i en el año y, y {\displaystyle \ TL_{i}\ } es el nivel trófico de las especies i según la definición previa.
Los peces de niveles tróficos superiores suelen tener un mayor valor económico, lo que puede dar lugar a sobrepesca en los niveles tróficos superiores. En informes anteriores se descubrió un descenso vertiginoso del nivel trófico medio de las capturas pesqueras, en un proceso conocido como pesca descendente en la red trófica. Sin embargo, trabajos más recientes no encuentran ninguna relación entre el valor económico y el nivel trófico; y que, de hecho, los niveles tróficos medios en las capturas, los estudios y las evaluaciones de poblaciones no han disminuido, lo que sugiere que la pesca descendente en la red trófica no es un fenómeno global.  Sin embargo, Pauly et al señalan que los niveles tróficos alcanzaron un máximo de 3,4 en 1970 en el Atlántico noroccidental y centrooccidental, seguido de un descenso posterior a 2,9 en 1994. Los autores señalan un desplazamiento de peces de fondo longevos, piscívoros y de alto nivel trófico, como el bacalao y el eglefino, hacia invertebrados de vida corta, planctívoros y de bajo nivel trófico (por ejemplo, camarones) y peces pelágicos pequeños (por ejemplo, arenques). Este cambio de peces de alto nivel trófico a invertebrados y peces de bajo nivel trófico es una respuesta a los cambios en la abundancia relativa de las capturas preferidas. Consideran que esto forma parte del colapso pesquero mundial,que encuentra eco en el sobreexplotado Mar Mediterráneo.
Los seres humanos tienen un nivel trófico medio de aproximadamente 2,21, más o menos el mismo que un cerdo o una anchoa.

## Evolución

Tipos de consumidores según la teoría de la transformación de la biomasa

Tanto el número de niveles tróficos como la complejidad de las relaciones entre ellos evolucionan a medida que la vida se diversifica a lo largo del tiempo, con la excepción de las extinciones masivas intermitentes.